# Аргентина на зимових Олімпійських іграх 2002
Аргентина на зимових Олімпійських іграх 2002 року, які проходили в американському Солт-Лейк-Сіті, була представлена 11 спортсменами (8 чоловіками та 3 жінками) у п'яти видах спорту: гірськолижний спорт, біатлон, фристайл, санний спорт і скелетон. Прапороносцем на церемонії відкриття Олімпійських ігор був гірськолижник Крістіан Сімарі Біркнер.
Аргентина вп'ятнадцяте взяла участь у зимовій Олімпіаді. Аргентинські спортсмени не здобули жодної медалі.

## Біатлон
| Дисципліна              | Спортсмен      | Промахи | Час     | Місце |
| ----------------------- | -------------- | ------- | ------- | ----- |
| спринт, 10 км, чоловіки | Рікардо Оскаре | 3       | 30:00.2 | 81    |
| спринт, 7,5 км, жінки   | Наталія Ловесе | 8       | 29:33.2 | 73    |

| Дисципліна                               | Спортсмен      | Час     | Пенальті | Підсумковий час | Місце |
| ---------------------------------------- | -------------- | ------- | -------- | --------------- | ----- |
| індивідуальні перегони, 20 км (чоловіки) | Рікардо Оскаре | 56:08.1 | 6        | 1'02:08.1       | 80    |
| індивідуальні перегони, 15 км (жінки)    | Наталія Ловесе | 57:56.8 | 12       | 1'09:56.8       | 69    |

## Гірськолижний спорт
| Спосртсмен                 | Дисципліна                   | Спуск 1 | Спуск 2 | Разом   | Разом |
| Спосртсмен                 | Дисципліна                   | Час     | Час     | Час     | Місце |
| -------------------------- | ---------------------------- | ------- | ------- | ------- | ----- |
| Крістіан Сімарі Біркнер    | швидкісний спуск, чоловіки   |         |         | DSQ     | –     |
| Ніколас Арсель             | швидкісний спуск, чоловіки   |         |         | 1:49.75 | 52    |
| Агустін Гарсія             | супергігант, чоловіки        |         |         | 1:30.59 | 32    |
| Ніколас Арсель             | супергігант, чоловіки        |         |         | 1:28.55 | 30    |
| Крістіан Сімарі Біркнер    | гігантський слалом, чоловіки | 1:16.00 | 1:13.79 | 2:29.79 | 30    |
| Крістіан Сімарі Біркнер    | слалом, чоловіки             | 51.55   | 55.27   | 1:46.82 | 17    |
| Марія Белен Сімарі Біркнер | швидкісний спуск, жінки      |         |         | 1:46.97 | 53    |
| Макарена Сімарі Біркнер    | швидкісний спуск, жінки      |         |         | 1:46.77 | 34    |
| Макарена Сімарі Біркнер    | супергігант, жінки           |         |         | 1:20.24 | 31    |
| Макарена Сімарі Біркнер    | гігантський слалом, жінки    | 1:21.87 | 1:19.68 | 2:41.55 | 39    |
| Марія Белен Сімарі Біркнер | гігантський слалом, жінки    | 1:20.65 | 1:18.69 | 2:39.34 | 34    |
| Марія Белен Сімарі Біркнер | слалом, жінки                | DNF     | –       | DNF     | –     |
| Марія Белен Сімарі Біркнер | слалом, жінки                | 59.59   | 1:00.99 | 2:00.58 | 31    |

| Спортсмен                  | Дисципліна           | Шв. спуск | Слалом | Слалом | Разом         | Разом |
| Спортсмен                  | Дисципліна           | Час       | Час 1  | Час 2  | Загальний час | Місце |
| -------------------------- | -------------------- | --------- | ------ | ------ | ------------- | ----- |
| Крістіан Сімарі Біркнер    | комбінація, чоловіки | DSQ       | –      | –      | DSQ           | –     |
| Агустін Гарсія             | комбінація, чоловіки | 1:49.77   | DNF    | –      | DNF           | –     |
| Ніколас Арсель             | комбінація, чоловіки | 1:48.12   | 51.24  | 57.22  | 3:36.58       | 23    |
| Марія Белен Сімарі Біркнер | комбінація, жінки    | 1:19.94   | 49.29  | 46.69  | 2:55.92       | 20    |
| Макарена Сімарі Біркнер    | комбінація, жінки    | 1:19.21   | 48.14  | 45.55  | 2:52.90       | 17    |

## Санний спорт
| Спосртсмен       | Спуск 1 | Спуск 1 | Спуск 2 | Спуск 2 | Спуск 3 | Спуск 3 | Спуск 4 | Спуск 4 | Разом    | Разом |
| Спосртсмен       | Час     | Місце   | Час     | Місце   | Час     | Місце   | Час     | Місце   | Час      | Місце |
| ---------------- | ------- | ------- | ------- | ------- | ------- | ------- | ------- | ------- | -------- | ----- |
| Рубен Гонсалес   | 48.180  | 46      | 46.931  | 38      | 48.533  | 45      | 48.276  | 42      | 3:12.808 | 41    |
| Марсело Гонсалес | 47.314  | 44      | 47.819  | 44      | 46.883  | 41      | 53.431  | 47      | 3:14.559 | 43    |

## Скелетон
| Спосртсмен     | Спуск 1 | Спуск 1 | Спуск 2 | Спуск 2 | Разом   | Разом |
| Спосртсмен     | Час     | Місце   | Час     | Місце   | Час     | Місце |
| -------------- | ------- | ------- | ------- | ------- | ------- | ----- |
| Герман Глеснер | 55.40   | 26      | 57.25   | 26      | 1:52.65 | 26    |

## Фристайл
| Спосртсмен  | Дисципліна            | Кваліфікація | Кваліфікація | Фінал      | Фінал      |
| Спосртсмен  | Дисципліна            | Бали         | Місце        | Бали       | Місце      |
| ----------- | --------------------- | ------------ | ------------ | ---------- | ---------- |
| Клайд Гетті | акробатика (чоловіки) | 117.02       | 25           | не пройшов | не пройшов |